# Довженко Олександр (гравець у покер)
Олександр Довженко — професійний гравець у покер.
Є одним із найвідоміших українських гравців, на професійному рівні грає з кінця 90-х років. 2009 року посів друге місце на турнірі European Poker Tour у Києві. Вигравав головний турнір серії Mediterranean Poker Cup на Кіпрі 2010 року, фіналіст Russian Poker Tour та Casinos Austria Poker Tour. Срібний призер сайд-івенту серії Partouche Poker Tour. У січні 2011 року був капітаном збірної України на World Cup of Poker.
Входить до покерної команди AK Team, очолюваної російським професіоналом Олександром Кравченком.
На серпень 2011 року офіційні турнірні призові Довженка перейшли межу в $1.000.000.